# Parricide
Parricide – polski zespół brutal death metalowy, założony w 1990 roku w Chełmie. Do 1997 roku zespół tworzyli następujący muzycy: Mariusz Staniuk (gitara basowa/wokale), Albert Kraczkowski (gitara), Piotr Sabarański (gitara) i Artur Raszka (perkusja).
W 1997 roku, Mariusza zastąpił Paweł Brożek (wokal) i Tadek Jankowski (gitara basowa), a wkrótce na miejsce Artura przyszedł Tomek Łuć. Na początku 2000 roku zespół opuścił Paweł, którego obowiązki za mikrofonem przejął Tadeusz. Od jesieni 2003 piątym członkiem Parricide został Łukasz Zając (wokal).
W 1991 i 1998 roku zespół zawieszał działalność. Muzyka zespołu ewoluowała od tradycyjnego death metalu na pierwszych wydawnictwach do brutal death metalu z dużymi wpływami grindcore'a na płytach Ill-Treat, Kingdom of Downfall i Patogen.

## Dyskografia
- 1992 Rehearsal Tape '92
- 1993 Unnailed (MC); (Morbid Noizz Prod. 1995)
- 1994 Fascination Of Indifference (MC); (Baron Rec. 1995)
- 1995 Accustomed To Illusion (MC); (Morbid Noizz Prod. 1996)
- 1997 Crude (CD); (Jackhammer Music 2000)
- 2000 Ill-Treat (CD); (Surgical Diathesis 2001; Empire Records 2002)
- 2003 Cut Your Head Before They Do – 3 Way Split z Patologicum i Deformed (CD); (Surgical Diathesis – 2003)
- 2003 Kingdom Of Downfall (CD); (MadLion Rec. 2003)
- 2005 Patogen (CD); (MadLion Rec. 2005)
- 2008 3 Ways Of The Brutality – split z Incarnated i Reexamine (CD); (MadLion Rec./Obliteration 2008)
- 2011 Just Five (CD); (Mad Lion Records 2011)
- 2011 Just Past (CD); (Mad Lion Records 2011)
- 2011 Just Five + Just Past (double digipack CD); (Mad Lion Records 2011)
- 2012 Rednecks Heroes – split z K.A.C. (Lp); (Nuclear Vault, Rewolucja, Axa Valaha, Surgical Diathesis)
- 2013 Old Grindfathers And Their Grind split z Squash Bowels (7ep); (Fat Ass Records)
- 2014 The Idealist – split z Dead Infection (7ep); (Selfmadegod Records)
- 2014 Double Blast On Rocket Fuel – split z Patologicum (7ep); (Deformathing Records)
- 2015 Sometimes It's Better To Be Blind And Deaf – (Mad Lion Records)